# سیارک ۱۹۲۲۲۰
سیارک ۱۹۲۲۲۰ (به انگلیسی: 192220 Oicles، نامگذاری:2007RZ132)۱۹۲۲۲۰مین سیارک کشف شده‌است که در ۱۴ سپتامبر ۲۰۰۷ کشف شد.